# Arroyo Colorado, Playa Vicente
Arroyo Colorado är en ort i Mexiko.   Den ligger i kommunen Playa Vicente och delstaten Veracruz, i den sydöstra delen av landet, 400 km sydost om huvudstaden Mexico City. Arroyo Colorado ligger 103 meter över havet och antalet invånare är 113.
Terrängen runt Arroyo Colorado är platt. Runt Arroyo Colorado är det ganska glesbefolkat, med 24 invånare per kvadratkilometer. Närmaste större samhälle är Playa Vicente, 9,1 km väster om Arroyo Colorado. Omgivningarna runt Arroyo Colorado är en mosaik av jordbruksmark och naturlig växtlighet.